# Messa in quadro
La messa in quadro sceglie il tipo di sguardo con il quale mostrare il mondo che si è scelto di riprendere e definisce il punto di vista selezionando le riprese e stabilendo i movimenti di macchina e la durata delle inquadrature.

## Modalità
La modalità della messa in quadro è definita dipendente dai contenuti, nel caso in cui evidenzia ciò che vuole mostrare riprendendo i personaggi e gli oggetti in modo assolutamente “neutro”. È invece definita indipendente dai contenuti se l'immagine mette in rilievo “l'atto di assunzione dei contenuti, la decisione con cui essa si appropria di oggetti, persone, ambienti, ecc., con il risultato di mettere in luce la propria natura di immagine”.
La modalità della messa in quadro si definisce anche stabile nel caso in cui il materiale viene rappresentato in unico modo per tutto il film, e variabile nel caso in cui, invece, la costruzione delle immagini ha come elemento fondamentale l'eterogeneità. Alcuni esempi che Francesco Casetti e Federico di Chio fanno di messa in quadro con modalità stabile sono ne La donna che visse due volte (la figura intera intervallata da plongée) e ne La finestra sul cortile (il totale intervallato da figure intere).

## Rapporto con la messa in scena
Tra la messa in scena e la messa in quadro c'è una profonda interazione. Esse si autodeterminano a vicenda: da un lato, infatti, la messa in scena influenza la messa in quadro in quanto alcuni elementi della sceneggiatura portano a determinate riprese, come i protagonisti che per esser meglio identificati usufruiscono di diversi primi piani. Dall'altro la messa in quadro determina la messa in scena, perché alcune inquadrature mostrano una determinata fetta di spazio, implicando un determinato significato espressivo.
Nella rappresentazione filmica diventa fondamentale poter manipolare gli oggetti, “proprio perché il mondo rappresentato possa apparire non alterato” . Spesso nei set cinematografici, infatti, i tavoli e le sedie vengono sopraelevate e gli oggetti appesi al muro abbassati per mantenere una certa proporzionalità.